# Nicolae Gumalic
Nicolae Gumalic (n. 10 octombrie 1867, Sărătenii Vechi, raionul Telenești, gubernia Basarabia, Imperiul Rus – d. 5 decembrie 1959, Sighișoara, Mureș, România) a fost un pictor român de origine basarabeană, unul dintre elevii lui Ilia Repin de la Academia imperială de belle-arte din Sankt Petersburg.

## Biografie
Nicolae Gumalic s-a născut în comuna Sărăteni, fostul județ Orhei, la 10 octombrie 1867, într-o familie foarte bogată de intelectuali. Ion Gumalic, tatăl, era un poligot erudit care avea studii complete la Paris și era un colecționar de artă pasionat, dar și un mare culegător de zicale populare. Colecțiile sale le-a donat Comisiei muzeelor din Sankt Petersburg. Mama lui Nicolae se numea Olimpiada, ea era fiica lui Harizie Exarcu, cel care a ocupat funcția de serdar în timpul lui Alexandru Ioan Cuza. Olimpiada era verișoara primară a lui Constantin Exarcu.
Primele înclinații artistice ale lui Nicolae s-au manifestat încă din primele clase primare și mai apoi pe parcursul său școlar, la liceul din Chișinău. După absolvirea liceului, Nicolae s-a înscris cu acceptul părinților, la Academia imperială de belle-arte din Petersburg. A luat examenul de admitere printre primii, atrăgând astfel atenția lui Ilia Repin, rectorul Academiei. Repin l-a repartizat pe Nicolae în atelierul său și l-a îndrumat până în 1898, anul absolvirii, cu Diploma de gradul I și titlul de artist cu lucrarea Armăsar corbiu.
În 1898, după absolvirea Academiei, Nicolae a plecat în Italia pentru studii de specializare. Din acea perioadă de tinerețe au rămas lucrările La Taormina și Copil napolitan. În 1900 a revenit la Petersburg unde a rămas în apropierea mentorului Repin, care-i dă o serie de comenzi, până în 1906. În acest an, Gumalic s-a hotărât să revină pe plaiurile sale natale și s-a stabilit la Chișinău în vechiul său atelier de pictură. Aici a făcut cea mai mare parte a portretelor personalităților orașului, dar și peisaje ale împrejurimilor, realizate în atelierul din casa sorei sale Ecaterina din comuna Plosca Pistruieni, fostul județ Orhei. Fiind un vânător înfocat, Nicolae a făcut la Pistruieni o mulțime de peisaje în care apar colțuri de pădure, dar și scene din viața animalelor.
Gumalic a participat în perioada 1909-1913 la expozițiile perevijnicilor din Sankt Petersburg unde a expus cele mai reușite picturi pe care le-a făcut la Pistruieni. Cele mai bune au fost Copii speriați de șoareci, Pescar pe Raul, La plug, Pe sub stuf și Stând în jilț, toate aceste fiind donate ulterior în colecțiile de artă ale statului.
În perioada interbelică, Nicolae Gumalic a organizat anual, în data de 1 mai, expoziții personale în atelierul lui din Chișinău. A participat însă și la toate expozițiile Asociației artiștilor plastici din Chișinău. Cei mai fructuoși ani ai carierei lui Gumalic, au fost în perioada 1930-1938. În acești opt ani, artistul a dat pe planul artei sale maximul potenței sale artistice. De aceea, pictorul a expus cele mai valoroase lucrări pe care le-a realizat și la București, la Sala Dalles. Însă, participarea sa la aceste manifestări expoziționale nu a avut niciun ecou în presa românească deoarece peisajele lui Gumalic erau tributare impresionismului și portretele tehnicii miniaturale.
Datorită donației scriitoarei Olga Crușovan, nepoata artistului, Galeria de artă românească modernă și contemporană (MNAR) are printre exponate două picturi din ultima perioadă de creație a lui Gumalic, respectiv Peisaj din Sighișoara (nr. inv. 5101) și Lenin vorbind (nr. inv. 5102).
La terminarea celui de al doilea război mondial, Nicolae Gumalic s-a stabilit la Sighișoara unde a și murit la vărsta de 92 de ani, în 5 decembrie 1959.